# Deltocephalus luteus
Deltocephalus luteus är en insektsart som beskrevs av Étienne Mulsant och Claudius Rey 1855. Deltocephalus luteus ingår i släktet Deltocephalus och familjen dvärgstritar. Inga underarter finns listade i Catalogue of Life.